# مونسنور تابوسا
مونسنور تابوسا بلدية في ولاية سيارا في المنطقة الشمالية الشرقية من البرازيل.